# Marcel Dalton
Marcel Dalton är ett Lucky Luke-album från 1998. Det är det 69:e albumet i ordningen, och har nummer 75 i den svenska utgivningen. 

## Handling
Lucky Luke och Jolly Jumper får i uppdrag att eskortera Marcel Dalton, Daltonbrödernas schweiziske morbror, och familjen Daltons "svarta får" - en hederlig, sofistikerad, gourmet och till lika bankir.
Marcel har anlänt till USA för att utvidga sin bankrörelse, och är fast besluten att därtill försöka göra sina systersöner till hederliga banktjänstemän. Tillsammans med sina fyra släktingar och Luke slår sig Marcel ner i Mosquito Gulch och öppnar sin första amerikanska bank, men hamnar genast i konflikt med den lokale bankiren James Swindler som inte ser med blida ögon på sin nya konkurrent. Under tiden börjar Daltonbröderna att smida på sin nästa stora plan.

## Svensk utgivning
- Morris; de Groot, Bob (översättare: Per A J Andersson) (1998). Marcel Dalton. Lucky-serien: 75. Malmö: Egmont Serieförlaget. Libris 7674713. ISBN 91-7912-802-5
- I Lucky Luke – Den kompletta samlingen ingår albumet i "Lucky Luke 1997-1998". Libris 10596787. ISBN 978-91-7134-547-9